# Apeduct

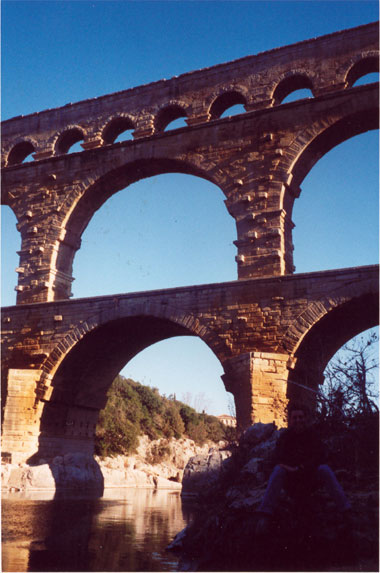
Apeductul roman „Pont du Gard” în Franța de sud (2002)

Apeduct (din latină aquaeductus, „conductă de apă”) este denumirea dată unui sistem de construcții și instalații de transportare a apei de la locul de captare până la cel de consum.

## Istoric
Unele dintre cele mai vechi apeducte s-au construit în Egiptul antic, în Orientul Îndepărtat în China, Iranul de vest  (sistemele numite în arabă قنات‎, transliterat: qanat) ș.a.m.d.
Se mai pot aminti resturile apeductului din Palmyra (Siria) și de pe insula Samos din secolul al VI-lea î.Hr. (Grecia), care sunt reprezentate prin canale subterane ce conduceau apa potabilă de la un izvor spre localitățile antice.

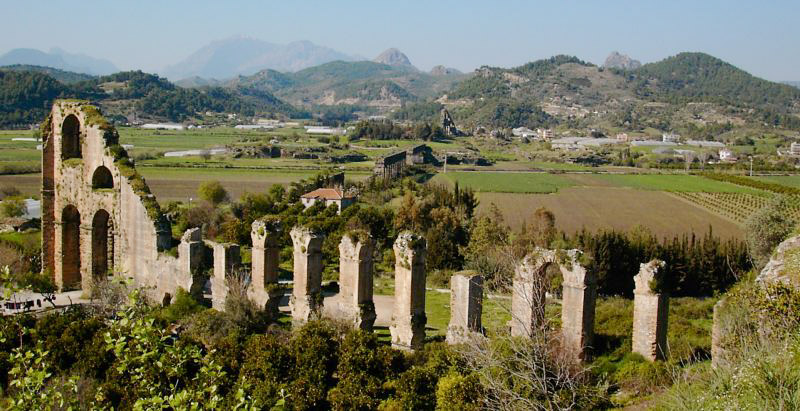
Ruinele apeductului roman de la Aspendos

O perfecționare a construcției acestor apeducte are loc în timpul romanilor, conductele de apă erau din plumb, lemn, sau canale din piatră.
O rezolvare ingenioasă au găsit romanii la apeductele care traversau zone cu relief dificil. Așa este cazul apeductului din Aspendos (Turcia), care  traversa o vale adȃncă. Apa curgea abrupt printr-un apeduct de la o cotă mai înaltă spre vale, de unde era condusă mai departe printr-un apeduct care urca versantul opus (la o cotă mai mică) pe principiul vaselor comunicante, de unde era condusă în continuare spre Aspendos. 
Mai cunoscute sunt apeductele romane ca „aqua Appia” (î.Hr.), din orașele Pompei, Roma. Apeductele pentru a sigura o cădere optimală (cca. 0,5%) pentru scurgerea apei erau construite pe mai multe nivele.
Apeductele din anii 290 î.Hr. atingeau o lungime de 400 km, din care 64 km erau apeducte-arcade, iar  2,5 km tunele.
Apeductul era construit de la izvor „Casa izvorului” de unde apa era captată și condusă la un „rezervor” de unde erau conducte spre „băile romane”, grădini etc. Administrația apei era controlată de funcționari de stat care stabileau necesarul consumului de apă și asigurau protejarea și întreținerea conductelor. Pentru a avea apa o anumită presiune erau construite în orașe „turnuri de apă”.
Din cele 11 apeducte vechi romane din Roma, mai există în prezent numai apeductul „Aqua Virgo“, care alimentează Fontana di Trevi.
Un apeduct din vremea lui Constantin Brâncoveanu a fost descoperit la Târgoviște de câțiva muncitori. Apeductul datează din anii 1700 și prin intermediul său era alimentată cu apă Curtea Domnească și Mitropolia orașului.

## Apeducte moderne
În zilele noastre, cele mai mari apeducte au fost construite în Statele Unite ale Americii pentru a furniza apă marilor orașe. Apeductul Catskill transportă apa orașului New York pe o distanță de 190 km, iar în vest, Apeductul "Colorado River Aqueduct", ce aprovizionează orașul Los Angeles din râul Colorado are aproape 400 km lungime și apeductul "California Aqueduct", ce se întinde de la delta râului Sacramento-San Joaqin până în lacul Perris are 714,7 km.